# D-vitaminbrist
D-vitaminbrist är en näringsbrist på vitamin D, vilket typiskt drabbar dem som inte får tillräckligt med solljus, är mjölkallergiker eller veganer. I mera sällsynta fall uppkommer D-vitaminbrist för att kroppen inte förmår tillverka vitaminet. Hos barn orsakar bristen rakit och hos vuxna osteomalaci. Sjukdomen, som har diffusa symptom som kan ha andra orsaker, fastställs med blodprov.
Vitamin D bildas av huden i reaktion på solen och finns naturligt som spårämne i livsmedel som vissa fiskar, ägg, och sädesslag. I länder som Sverige tillsätts D-vitamin i bland annat mjölkprodukter, matfettsblandningar och växtbaserade drycker. Vitamin D påverkar kroppens kalcium- och fosforomsättning och därmed mineraliseringen i skelettet.

## Symptom
Vitamin D-brist kan ge skelettsmärta och muskelsvaghet, men dessa symptom är för många personer lindriga.
Hos barn leder allvarlig D-vitaminbrist till rakit (engelska sjukan). Detta leder till mjukt skelett som kan yttra sig i felställningar såsom hjulbenthet, försenad tandväxling och alltför stor skalle.
Allvarlig D-vitaminbrist hos dem som slutat växa yttrar sig i benuppmjukning (osteomalaci), gångsvårigheter, diffus smärta, parestesier och kramp, myopatier, frakturer och koncentrationssvårigheter.

## Riskgrupper, åtgärder och missuppfattningar
Det finns en spridd missuppfattning att D-vitaminbrist skulle vara ett större problem i nordliga länder som Sverige och särskilt under vintersäsongen när det är mindre solljus utomhus. År 2015 rapporterade Läkartidningen att svenskar och andra skandinaver i allmänhet inte hade lägre D-vitaminnivåer än sydeuropéer ens under vinterhalvåret, utan snarare något högre.
En annan vanlig missuppfattning är att vintertrötthet eller vinterdepression måste bero på D-vitaminbrist. Det kan göra det, men det finns finns flera andra teoretiska orsaker.
I mitten av 2010-talet talade Mats Palmér, docent och överläkare vid Karolinska sjukhuset, om en liten modetrend i att vara drabbad av D-vitaminbrist och äta D-vitamintabletter. Åsa Brugård Konde vid Livsmedelsverket såg en tendens till att fel personer åt vitamintillskott istället för de som verkligen hade ett behov av det. Samtidigt talade Mats Humble vid Örebro universitet om en faktiskt ökning i konstaterade fall som krävde vitamintillskott. Upp till 70 procent som fick diagnosen D-vitaminbrist i Sverige var då barn. Särskilt drabbade var mörkhyade personer med heltäckande klädsel. Personer med pigmenterad hy (mörkare hy) har generellt svårare att bilda D-vitamin.
En svensk studie från Karolinska Institutet 2016 med enbart kvinnor har visat ett starkt samband mellan för lite sol och att utveckla hjärt- och kärlsjukdomar, som troligen beror på D-vitaminbrist. Kvinnor som grupp tillhör däremot inte riskgrupperna.
Personer som har förhöjd risk för D-vitaminbrist är personer som inte får tillräckligt med solljus, personer som inte får tillräckligt med D-vitamin i kosten, äldre personer, personer som lider av fetma, personer som lider av sjukdomar i mag- och tarmsystemet eller njurarna, personer som äter läkemedel som påverkar nivåerna, och personer som lider av vissa andra sjukdomar, såsom primär hypoparatyreoidism, giftstruma, sarkoidos, tuberkulos, lymfom, och leversvikt. Eftersom bröstmjölk innehåller mycket litet D-vitamin kan ammande barn drabbas.
Livsmedelsverket rekommenderar D-vitamintillskott till särskilda grupper i Sverige. Dit räknas alla barn under 2 år och alla vuxna över 75 år, alla som inte äter fisk eller D-vitaminberikad mat samt alla som inte exponeras för solljus på sommaren.
Överskott av D-vitamin är också riskfyllt för hälsan och förekommer främst via kosttillskott, inte via normalt kostintag eller solexponering. Kosttillskotten säljs ofta via internet, vilket försvårar kontrollen av märkning och innehåll.